# ×Elysitanion hansenii
Elysitanion hansenii là một loài thực vật có hoa trong họ Hòa thảo. Loài này được (Scribn.) Bowden mô tả khoa học đầu tiên năm 1967.